# George Hungerford
George William Hungerford (Vancouver, 2 de enero de 1944) es un deportista canadiense que compitió en remo. Participó en los Juegos Olímpicos de Tokio 1964, obteniendo una medalla de oro en la prueba de dos sin timonel.

## Palmarés internacional
| Juegos Olímpicos | Juegos Olímpicos | Juegos Olímpicos | Juegos Olímpicos |
| Año              | Lugar            | Medalla          | Prueba           |
| ---------------- | ---------------- | ---------------- | ---------------- |
| 1964             | Tokio (Japón)    | Medalla de oro   | Dos sin timonel  |